# Hội chứng sợ màu sắc
Hội chứng sợ màu sắc (tiếng Anh: chromophobia hoặc chrematophobia) là một hội chứng sợ dai dẳng, vô lý hoặc không thích màu sắc và thường là một phản xạ có điều kiện. Mặc dù những ám ảnh thực tế về màu sắc trên lâm sàng là rất hiếm, nhưng màu sắc có thể gợi ra các phản ứng nội tiết tố và phản ứng tâm lý.